# Откович Мирослав Васильович

Myroslav

Мирослав Васильович Откович (1982) — український журналіст, поет, військовослужбовець, пресофіцер 241-ї окремої бригади територіальної оборони ЗСУ, лейтенант.

## Біографія
Син Василя Отковича, директора Львівського державного коледжу декоративного і ужиткового мистецтва ім. І. Труша. Мати — художниця Людмила Павлишин.
Закінчив Львівський національний університет ім. Івана Франка, факультет міжнародних відносин. З 2004 року працював на телеканалах НТН, 1+1, ТВі.
У перші дні війни долучився до лав Збройних сил України. Брав участь у бойових діях, зокрема в боях за Ірпінь, де спочатку виконував обов’язки помічника гранатометника, а згодом став навідником міномета.
Пізніше Откович став пресофіцером 150-го навчального центур Сил ТРО. А у 2024 році продовжив службу у 241-й бригаді територіальної оборони Києва, де очолив службу зв’язків із громадськістю. 
Також він піднімає питання захисту прав військовослужбовців і бюрократичних проблем у ЗСУ. Його матеріали привернули увагу омбудсмена до порушень прав військових, що спричинило офіційну реакцію з боку державних органів.